# Kirk Fell
Kirk Fell är ett berg i Storbritannien.   Det ligger i grevskapet Cumbria och riksdelen England, i den centrala delen av landet, 400 km nordväst om huvudstaden London. Toppen på Kirk Fell är 802 meter över havet, eller 259 meter över den omgivande terrängen. Bredden vid basen är 1,6 km. Kirk Fell ingår i Cumbrian Mountains.
Terrängen runt Kirk Fell är huvudsakligen kuperad.Runt Kirk Fell är det ganska tätbefolkat, med 70 invånare per kvadratkilometer. Närmaste större samhälle är Keswick, 14,7 km nordost om Kirk Fell. Trakten runt Kirk Fell består i huvudsak av gräsmarker.